# 益田兼長
益田 兼長（ますだ かねなが、寛文7年（1667年） - 延宝8年3月25日（1680年4月24日））は、益田家第23代当主。長州藩永代家老・須佐領主益田家4代。
父は益田就宣。母は側室・佐伯晴及の姉。養子は益田久之丞。須佐益田家は虎之助、六之丞、源之丞。

## 生涯
寛文7年（1667年）、長州藩家老益田就宣の四男として生まれる。寛文12年（1672年）、兄七兵衛の死去により就宣の嫡子となる。延宝元年（1673年）、父の死去により家督を相続する。延宝8年（1680年）3月25日早世する。享年14。法名は龍興院悟峯全桃。家督は叔父福原就恒の五男の久之丞が末期養子となって相続した。